# قاضی اشفق
قاضی اشفق (انگلیسی: Qazi Ashfaq؛ ۱۲ دسامبر ۱۹۶۷ – ۱۳ نوامبر ۲۰۰۱) بازیکن فوتبال اهل پاکستان بود.
وی همچنین در تیم‌های ملی فوتبال زیر ۲۳ سال پاکستان و پاکستان بازی کرده است.